# La Radiolina
La Radiolina é o quarto e mais recente álbum do cantor francês Manu Chao.

## Faixas
1. "13 Días"
2. "Tristeza Maleza"
3. "Politik Kills"
4. "Rainin in Paradize (Scheps version)"
5. "Besoin de la Lune"
6. "El Kitapena"
7. "Me Llaman Calle"
8. "A Cosa"
9. "The Bleedin Clown (Scheps version)"
10. "Mundorévès"
11. "El Hoyo"
12. "La Vida Tómbola"
13. "Mala Fama"
14. "Panik Panik"
15. "Otro Mundo"
16. "Piccola Radiolina"
17. "Y Ahora Qué?"
18. "Mama Cuchara"
19. "Siberia"
20. "Soñe Otro Mundo"
21. "Amalucada Vida"

## Músicos
- Manu Chao – vocais, guitarra, letras, música, produção, mixagem e capa
- Madjid Fahem  - guitarra e baixo
- David Bourguigon - guitarra
- Jean Michel Gambit (ou Gambeat)  - baixo e vocais
- Roy Paci – trompete
- Angelo Mancini – trompete em "Politik Kills"
- Tonino Carotone vocais e harmonias em "A Cosa"
- Amadou Bagayoko - guitarra em "A Cosa"
- Cheik Tidiane – teclados em "A Cosa"
- Flor – fala em "A Cosa"
- Beatnik – vocais em "Tristeza Maleza"
- José Manuel Gamboa e Carlos Herrero – violões flaminco em "Me Llaman Calle"

Equipe técnica
- Mario C., Andrew Scheps, Manu Chao e Charlie VDE Farravox - mixagem
- Adam Ayan no Gateway Sound - masterização
- Manu Chao and Wozniak - Capa
- Chucolinai - Fotografia

## Paradas
| Parada (2007)                            | Melhor posição |
| ---------------------------------------- | -------------- |
| Austrian Album Chart                     | 5              |
| Belgium Album Chart Ultratop (Flanders)  | 1              |
| Belgium Album Chart (Wallonia)           | 2              |
| Danish Album Chart                       | 20             |
| Dutch Album Chart                        | 10             |
| Finnish Album Chart                      | 13             |
| French Album Chart                       | 2              |
| Italian Album Chart                      | 2              |
| Mexican AMPROFON Album Chart             | 10             |
| Norwegian Album Chart                    | 7              |
| Portuguese Album Chart                   | 11             |
| Spanish PROMUSICAE Album Chart           | 1              |
| Swedish Album Chart                      | 4              |
| Swiss Album Chart                        | 1              |
| United States Billboard Top Latin Albums | 1              |
| US Billboard Top Canadian Albums         | 6              |
| US Billboard Independent Albums          | 7              |
| US Billboard Top Internet Albums         | 71             |
| US Billboard 200                         | 71             |
| US Billboard Top World Music Albums      | 1              |

### Paradas de fim de ano
| Parada (2007)              | Melhor posição |
| -------------------------- | -------------- |
| Billboard Top World Albums | 14             |